# Jonas Hinnfors
Ivar Per Jonas Hinnfors, född 27 juni 1956 i Ystad, är en svensk professor i statsvetenskap.
Hinnfors disputerade 1992 vid Göteborgs universitet, där han 2007 blev professor i statsvetenskap.